# فرودگاه شرکتی ایست اریگن کتل
فرودگاه شرکتی ایست اریگن کتل (به انگلیسی: East Oregon Cattle Company Airport) یک فرودگاه خصوصی است که یک باند فرود چمن دارد و طول باند آن ۵۱۸ متر است. این فرودگاه در شهر ایگل پوینت، اورگن کشور ایالات متحده آمریکا قرار دارد و در ارتفاع ۴۰۹ متری از سطح دریا واقع شده است.